# George Kerr (Judoka)
George Kerr, CBE (* 24. August 1937) ist ein ehemaliger britischer Judoka und Funktionär. Er trägt den 10. Dan.

## Biografie
Kerr gewann bei den Judo-Europameisterschaften der Männer 1957 in Rotterdam den Titel in der Gewichtsklasse bis 80 kg. Bei den Judo-Europameisterschaften von 1962 bis 1967 gewann er vier Medaillen für das Vereinigte Königreich.
Er ist einer der wenigen Nicht-Japaner, welcher den 10. Dan trägt, der zweite Brite nach Charles Palmer. Kerr war einer der Trainer des österreichischen Doppelolympiasiegers Peter Seisenbacher. 2001 wurde er zum Präsidenten des britischen Judoverbands gewählt. Kerr ist Schotte und lebt in Edinburgh.
2003 wurde George Kerr in die Scottish Sports Hall of Fame aufgenommen.

## Erfolge
- 1. Rang Europameisterschaften 1957 Rotterdam bis 80 kg
- 3. Rang Europameisterschaften 1962 Essen offene Klasse
- 2. Rang Europameisterschaften 1963 Genf bis 80 kg
- 3. Rang Europameisterschaften 1964 Berlin bis 80 kg
- 2. Rang Europameisterschaften 1967 Rom bis 80 kg